# Анархічна економічна теорія
Анархічна економічна теорія — це набір економічних теорій в рамках політичної філософії анархізму.
Прихильники анархізму не притримуються однієї економічної моделі або теорії, проте характерними рисами цієї суспільно-політичної течії в економіці є самоорганізація, відсутність приватної власності на засоби виробництва (земля, праця, капітал), відсутність державного регулявання та бездержавність.
Вважається, що анархізм є в основному лівою або ультралівою ідеєю, яка в своїй економічній теорії відображає антиавторитарні, антиетатичні та лібертаріанські інтерпритації ультралівих та соціалістичних ідей, таких як: комунізм, колективізм, ринковий анархізм, індивідуалізм, мютюелізм та синдикалізм.
Анархісти стверджують, що характерні капіталістичні інститути заохочують та створюють різні форми економічної діяльності, які вони вважають гнітючими, включаючи приватну власність (скоріше на засоби виробництва, ніж на особисті речі), ієрархічні виробничі відносини, збирання податків з приватної власності, отримання прибутків на біржах і збір відсотків за користування кредитами.

## Теоретичні економічні системи

### Класичні економічні системи

#### Мютюелізм
Мютюелізм є різновидом анархічної економічної ідеї і напрямком економічної теорії, засновником якої вважають П'єра Жозефа Прудона. Ця теорія зорієнтована на соціалістичне суспільство, що засноване на ідеї вільного ринку та узуфруктах. Одне із впроваджень цієї системи передбачає створення народного банку взаємних кредитів, який видаватиме позики виробникам із мінімальною процентною ставкою, достатньою для покриття витрат на утримання адміністрації, для того щоб підтримати виробників, що зазнають матеріальних труднощів. Також мютюелізм базується на трудовій теорії вартості, як основі для визначення економічної вартості товарів та послуг, тобто, коли працівник продає продукт своєї праці, він повинен отримувати гроші, товари або послуги, які є еквівалентними загальному об'єму затраченої праці необхідної, щоб виробити його. Мютюелісти ще виступають проти ідеї отримання особами доходу за рахунок позик, інвестицій та орендної плати, оскільки вони вважають, що ці особи не працюють.

#### Анархо-колективізм
Анархо-колективізм, або колективіський анархізм, це революційна доктрина, яка виступає за скасування державної або приватної власності на засоби виробництва. Цей напрамок анархічної думки передбачає, що засоби виробництва будуть знаходитись в колективній власності та будуть контролюватись і управлятись лише самими виробниками. Для колективізації засобів виробництва передбачається, що робітники піднімуть повстання і примусово колективізують засоби виробництва. Як тільки відбудеться колективізація, заробітна плата робітників визначатиметься в демократичних організаціях виходячи з кількості часу, який вони затратили на виробництво. Ці зарплати були б використані для придбання товарів на комунальному ринку.
Це контрастує з анархо-комунізмом, де заробітна плата скасовується і де люди вільно вивозять товари зі загального складу «кожному відповідно до його потреб».

#### Анархо-комунізм
Анархо-комунізм має на увазі еголітаризм і відмову від соціальної ієрархії та відмінностей, які є результатом нерівного розподілу багатства, а також скасування приватної власності і товарно-грошових відносин. Замість них пропонується колективне виробництво і розподіл багатств за допомогою добровільних асоціацій. При анархо-комунізмі більше не повинно бути державної та приватної власності. Кожна людина і / або група осіб будуть вільні сприяти виробництву і задовольняти свої потреби, засновані на їх власному виборі. При цьому згідно слів головного теоретика анархо-комунізму Петра Кропоткіна: 
«Якщо хоч один індивідуум буде ображений, асоціація стане для нього злом і втратить raison d'etre, і він матиме право вийти з неї і повстати проти законів, які вона йому нав'язує»
Також замість ринку більшість анархо-комуністів підтримують безвалютну подарункову економіку, коли товари та послуги виробляються працівниками та розповсюджуються в громадських магазинах, де кожен (включаючи робітників, які їх виробляли) по суті має право споживати все, що хоче або потребує в якості «плати» за виробництво товарів і послуг.

### Посткласичні економічні системи

#### Партисипативна економіка
Партисипативна економіка, або економіка участі, це економічна модель, яка заснована на ідеї прийняття рішень на основі думок всієї групи, як основного економічного розподільчого механізму в суспільстві.
Економіка участі — це форма соціалістичної децентралізованої планової економіки, що передбачає спільну власність на засоби виробництва. Це запропонована альтернатива сучасному капіталізму та централізованому плануванню. Ця економічна модель в першу чергу асоціюється з політичним теоретиком Майклом Альбертом та економістом Робіном Ханелем. Основними цінностями, які прагне реалізувати економіка участі, є справедливість, солідарність, різноманітність, самоврядування працівників та ефективність. Вона пропонує досягти цих цілей головним чином за допомогою наступних принципів та інститутів:
- Ради робітників та споживачів, що використовують методи самоврядування для прийняття рішень
- Демократія на робочому місці
- Винагорода відповідно до зусиль та жертовності
- Планування відповідно до думки кожного

#### Демократія участі
Демократія участі, або інклюзивна демократія, це модель, яка базується на авторитеті спільноти (демосу) в економічній сфері, що вимагає рівного розподілу економічної влади. Ця система передбачає володіння і контроль над засобами виробництва з боку демосу. Демократія участі кардинально відрізняється від двох основних форм концентрації економічної влади: капіталістичної та соціалістичної.
Основна характеристика цієї моделі, яка також відрізняє її від соціалістичних моделей планування, таких як партисипативна економіка, полягає в тому, що вона прямо передбачає бездержавну, безгрошову та безринкову економіку, яка виключає приватне накопичення багатства та інституціоналізацію привілеїв для деяких верств суспільства. Запропонована система спрямована на досягнення подвійної мети:
- Задоволення основних потреб усіх громадян, що вимагає демократичного прийняття основних макроекономічних рішень;
- Забезпечення свободи вибору — що вимагає від людини приймати важливі рішення, що впливають на її власне життя (яку роботу робити, що споживати тощо).

Загалом ця система складається з двох основних елементів: (1) демократичне планування, яке передбачає процес зворотного зв'язку між його учасниками та їхніми асамблеями; та (2) штучний ринок із використанням особистих ваучерів, який забезпечує свободу вибору, але уникає негативних наслідків реальних ринків. Хоча деякі називали цю систему «грошовою моделлю, заснованою на трудовій теорії вартості», вона не є грошовою моделлю, оскільки ваучери не можуть використовуватися як загальний засіб обміну та накопичення багатства.

#### Анархізм вільного ринку
Анархізм вільного ринку, заснований на економічних теоріях мютюалізму та індивідуалістичного анархізму, є відродженням анархістських теорій вільного ринку. Ця модель передбачає, що державна монополія на застосування сили замінюється ринковою конкуренцією приватних організацій, що пропонують послуги безпеки, правосуддя і інші послуги для забезпечення безпеки — «застосування сили, без централізованого контролю». В цій системі існує ринок, де постачальники охоронних і юридичних послуг борються за клієнтів. Тобто анархізм вільного ринку виступає проти оподаткування людей без їх згоди і призначення монопольного виконавця насилля (в даному випадку держави). Ринкові анархісти вважають, що конкуренція дасть розвиток виробництву більш дешевих і якісних правових і охоронних послуг, що включають «високоякісний ресурс безпристрасного і ефективного арбітражного вирішення взаємних правових претензій». Звісно, що ця теорія офоплює не лише сферу охорони і правосуддя, а й інші сфери людського життя, пропонуючи вільну конкуренцію між підприємцями в тій чи іншій області за відсутності держави, як вирішення більшості проблем, які присутні в сучасній політиці та економіці.
Цю модель важко назвати єдиною, адже вона охоплює різноманітні економічні теорії, подібні до тих, які були запропоновані анархістами-індивідуалістами та лібертаріанськими соціалістами, такими як європейці Еміль Арман, Томас Ходжкін, Мігель Гіменес Ігуалада та П'єр-Жозеф Прудон, або американці Стівен Перл Ендрюс, Вільям Батчелдер Грін, Лізандр Спунер, Бенджамін Тюнер та багато інших.